# Montmartre (Ramón Casas)
Montmartre es una pintura sobre tela hecha por Ramón Casas entre 1890 y 1891. Actualmente se conserva en la Biblioteca Museo Victor Balaguer con el número de registro 1651, y que ingresó en 1956.

## Descripción
Ramón Casas pinta este cuadro durante su tercera estancia en París. Probablemente desde su vivienda, situada en el barrio de Montmartre, en la zona del Moulin de la Galette (que se ve al fondo del cuadro). En aquel momento era el barrio por excelencia de los artistas.
El frío intenso de París y la característica luz gris de la ciudad están perfectamente expresados en esta pintura. Y el punto de vista elevado hace que los objetos pierdan la línea y el contorno, potenciando así el estilo impresionista de esta obra. Predominio de tonos grises, que recuerda q pintores como Manet, Degas y Whistler.
Casas conocía muy bien el impresionismo francés, ya que en 1891 ya había estado en París, y pudo conocer las obras de los pintores del momento, como Manet, Degas, Renoir o Monet, entre otros. 
En la parte inferior izquierda de la obra había una dedicatoria: "Al amigo Plandiura", que ha sido borrada. Es probable que Casas regalara esta obra al coleccionista que complementaba sus colecciones con obras de pequeño formato que le regalaban los pintores de los cuales adquiría obras. La firma de la obra, con un trazo que pertenece a momentos posteriores a su realización, hace pensar que el cuadro estuvo en manos del pintor durante un tiempo hasta que éste se lo regalara a Plandiura.
Posteriormente, el cuadro pasó al Museo Victor Balaguer, formando parte del llamado Legado 56, que englobaba la colección Lluis Plandiura - Victoria González: un conjunto de 150 pinturas de pequeño formato de artistas catalanes.
En 2012 la obra viajó a París para ser mostrada en la exposición temporal Bohèmes, en el Grand Palais.